# Efekt Jarkowskiego

Efekt Jarkowskiego
1. Promieniowanie z powierzchni planetoidy
2. Obracająca się planetoida
2.1 Najcieplejsze miejsce
3. Orbita planetoidy
4. Promieniowanie Słońca

Efekt Jarkowskiego – wirujące planetoidy wypromieniowują więcej ciepła po południu niż w trakcie poranka.
Tak więc, obiekt wirujący w tym samym kierunku co jego ruch po orbicie emituje promieniowanie termiczne w takim kierunku, który powoduje nieznaczne zwiększenie prędkości orbitalnej odsuwając to ciało od gwiazdy.
Ciała wirujące w przeciwnym kierunku będą tracić energię orbitalną i tym samym przesuwać się bliżej Słońca.
Po raz pierwszy efekt Jarkowskiego zmierzono pod koniec 2003 roku na planetoidzie (6489) Golevka.
Występowanie tego subtelnego efektu jako pierwszy postulował około roku 1900 Jan Jarkowski.
W uznaniu jego pracy jedną z planetoid nazwano (35334) Yarkovsky.